# Zărnești (Buzău)
Zărneşti è un comune della Romania di 5 309 abitanti, ubicato nel distretto di Buzău, nella regione storica della Muntenia.
Il comune è formato dall'unione di 4 villaggi: Fundeni, Pruneni, Vadul Sorești, Zărnești.